# Filtro Kerwin-Huelsman-Newcomb
Il filtro Kerwin-Huelsman-Newcomb (KHN), detto anche  filtro universale Kerwin-Huelsman-Newcomb, è un filtro biquad a variabili di stato del secondo ordine. Esso, oltre a costituire un'alternativa ad elevato Q per sezioni biquad del secondo ordine a basso Q (ad es. i Sallen-Key), è in grado di produrre simultaneamente uscite: passa basso, passa alto e passa banda a partire da un unico ingresso. La presenza contemporanea di uscite passa basso, passa alto e passa banda apre scenari interessanti nella realizzazione di filtri notch o all-pass, equalizzatori di fase ad elevato Q.

## Funzione di trasferimento
Il KHN deriva da una riformulazione della funzione di trasferimento di un filtro biquad passa-alto in termini di rapporto di due funzioni quadratiche. 
Considerando, infatti, l'espressione di un biquad passa-alto:
{\displaystyle V_{HP}(s)={\frac {ks^{2}Vi(s)}{s^{2}+{\frac {\omega 0}{Q}}s+\omega 0^{2}}}} (1)
Moltiplicando entrambi i membri dell'equazione per il denominatore del termine a destra nella (1), si ottiene:
{\displaystyle {\frac {1}{s^{2}}}*V_{HP}(s)(s^{2}+{\frac {\omega 0}{Q}}s+\omega 0^{2})=ks^{2}Vi(s)*{\frac {1}{s^{2}}}} (2)
isolando VHP(s) si ottiene:
{\displaystyle V_{HP}(s)=kVi(s)-{\frac {\omega 0}{s}}{\frac {1}{Q}}V_{HP}(s)-{\frac {\omega 0^{2}}{s^{2}}}V_{HP}(s)}(3)
L'eq. (3) mostra che l'uscita passa alto del KHN (VHP(s)) è il risultato di una combinazione lineare di: un'uscita di tipo passa banda (ottenuto mediante l'integrazione -ω0/s della VHP(s)) e di un'uscita di tipo passa basso (ulteriore integrazione -ω0/s sull'uscita di tipo passa banda). Uno schema a blocchi, rappresentativo del principio di funzionamento di un filtro universale è riportato di seguito.
È quindi possibile riscrivere l'eq. (3) come: 
{\displaystyle V_{HP}(s)=kVi(s)+{\frac {1}{Q}}V_{BP}(s)-V_{LP}(s)}(4)
con {\displaystyle V_{BP}(s)={\frac {-k\omega 0s}{s^{2}+{\frac {\omega 0}{Q}}s+\omega 0^{2}}}Vi(s)}e {\displaystyle V_{LP}(s)={\frac {k\omega 0^{2}}{s^{2}+{\frac {\omega 0}{Q}}s+\omega 0^{2}}}Vi(s)} (5)
È interessante notare che l'uscita VBP(s) presenta un segno negativo a causa dell'integrazione invertente a cui è sottoposto VHP(s). 
Dall'eq. (5), relativa a VBP(s), è inoltre possibile derivare il guadagno alla frequenza centrale del passa banda ω0, la quale risulta essere :
{\displaystyle |H_{BP}(j\omega 0)|=kQ}(6)

## Implementazione circuitale
Considerando le eq. (3) e (4), risulta necessaria un'implementazione circuitale che faccia uso di due circuiti integratori ed un circuito sommatore che sintetizzi l'eq.(4).:
{\displaystyle V_{HP}(s)=kVi(s)+{\frac {1}{Q}}V_{BP}(s)-V_{LP}(s)}(4)
A tal proposito è possibile far uso di una configurazione circuitale del tipo:
Dal momento che, coerentemente con l'eq. (4), la VLP(s) deve essere riportata con un guadagno di -1 risulta che : {\displaystyle R1=RF}.
Per determinare i parametri k e Q, è possibile far uso del principio di sovrapposizione degli effetti: 
Definiamo k {\displaystyle \longrightarrow k={\frac {V_{HP}}{Vi}}|_{VBP=VLP=0}={\frac {R3}{R2+R3}}(1+{\frac {RF}{R1}})={\frac {2R3}{R2+R3}}}(7)
Definiamo Q {\displaystyle \longrightarrow {\frac {1}{Q}}={\frac {V_{HP}}{V_{BP}}}|_{Vi=VLP=0}={\frac {2R2}{R2+R3}}}(8)
Dalla (8) risulta che:
{\displaystyle {\frac {R3}{R2}}=2Q-1} (9)
Tale equazione di progetto ha un'implicazione interessante: diversamente da quanto avviene per i Sallen-Key, dove il rapporto tra le resistenze dipende da Q2, limitandone di fatto l'utilizzo per valori elevati di Q, in questo caso la dipendenza risulta essere lineare. Questo consente di utilizzare tale filtro per realizzare Q elevati. Infatti, riprendendo l'eq. (7):
{\displaystyle k={\frac {2{\frac {R3}{R2}}}{\frac {R2+R3}{R2}}}=2-{\frac {1}{Q}}}(9)
Riconsiderando il guadagno a centro banda previsto dall'eq.(6):
{\displaystyle |H_{BP}(j\omega 0)|=kQ=2Q-1={\frac {R3}{R2}}} (10)
L'implementazione circuitale completa di un filtro KHN è riportata di seguito:
Tale circuito manifesta una {\displaystyle \omega 0={\frac {1}{RC}}}(11)
Sfruttando le uscite di un filtro KHN è possibile realizzare:
- Filtri Notch Biquad (a frequenza centrale, o notch passa basso/ alto)
- Filtri All-Pass Biquad

### Filtro Notch Biquad con KHN
Utilizzando le uscite di un filtro universale KHN è possibile realizzare un filtro notch biquad a frequenza centrale, passa alto o passa basso, mediante opportuna combinazione lineare delle uscite VHP e VLP, riportata in miniatura.

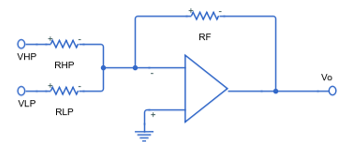
Fitro Notch Biquad con KHN

Considerando tale implementazione circuitale, si ottiene che:
{\displaystyle Vo=-V_{HP}{\frac {RF}{R_{HP}}}-V_{LP}{\frac {RF}{R_{LP}}}} (12)
con 
{\displaystyle V_{HP}={\frac {ks^{2}}{s^{2}+{\frac {\omega 0}{Q}}s+\omega 0^{2}}}Vi} e {\displaystyle V_{LP}={\frac {k\omega 0^{2}}{s^{2}+{\frac {\omega 0}{Q}}s+\omega 0^{2}}}Vi} (13)
Sostituendo le espressioni di VHP e VLP in Vo si ottiene:
{\displaystyle Vo=-k{\frac {RF}{R_{HP}}}{\frac {(s^{2}+{\frac {R_{HP}}{R_{LP}}}\omega 0^{2})}{(s^{2}+{\frac {\omega 0}{Q}}s+\omega 0^{2})}}Vi}(14)
Se si vuole realizzare un notch a frequenza soppressa ω0, bisognerà porre {\displaystyle R_{HP}=R_{LP}}realizzando la forma generalizzata di un filtro notch biquad:
{\displaystyle H_{n}(s)=a2{\frac {(s^{2}+\omega 0^{2})}{(s^{2}+{\frac {\omega 0}{Q}}s+\omega 0^{2})}}}(15)
Diversamente, se si vuole realizzare un filtro notch passa basso bisognerà realizzare una condizione generalizzata, che preveda una frequenza soppressa {\displaystyle \omega _{N}\neq \omega 0} del tipo:
{\displaystyle H_{n}(s)=a2{\frac {(s^{2}+\omega _{N}^{2})}{(s^{2}+{\frac {\omega 0}{Q}}s+\omega 0^{2})}}}(16)
con {\displaystyle \omega _{N}>\omega 0}. In questo modo, il guadagno del filtro a basse frequenze risulterà essere {\displaystyle |a2|{\frac {\omega _{N}^{2}}{\omega 0^{2}}}}> {\displaystyle |a2|}, guadagno alle alte frequenze. Per realizzare la medesima condizione con un sommatore sulle uscite del KHN bisognerà imporre, sulla base dell'eq. (14): {\displaystyle R_{HP}>R_{LP}}.
Discorso del tutto analogo se l'intenzione è quella di realizzare un notch passa alto. In questo caso, {\displaystyle \omega _{N}<\omega 0}, per cui i guadagni si invertono, rispetto al caso precedente. Per realizzare la medesima condizione con un sommatore sulle uscite del KHN bisognerà imporre, sulla base dell'eq. (14): {\displaystyle R_{HP}<R_{LP}}.

### Filtro passa tutto Biquad con KHN
Utilizzando le uscite di un filtro universale KHN è possibile realizzare un filtro passa tutto biquad, mediante combinazione lineare delle uscite VHP , VBP e VLP, come riportato in miniatura.

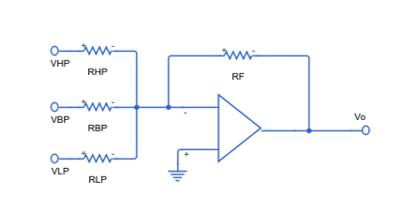
Filtro All-Pass Biquad con KHN

Considerando tale implementazione circuitale, si ottiene che:
{\displaystyle Vo=-V_{HP}{\frac {RF}{R_{HP}}}-V_{BP}{\frac {RF}{R_{BP}}}-V_{LP}{\frac {RF}{R_{LP}}}} (17)
con
{\displaystyle V_{HP}={\frac {ks^{2}}{s^{2}+{\frac {\omega 0}{Q}}s+\omega 0^{2}}}Vi}, {\displaystyle V_{BP}=-{\frac {k\omega 0s}{s^{2}+{\frac {\omega 0}{Q}}s+\omega 0^{2}}}Vi} e {\displaystyle V_{LP}={\frac {k\omega 0^{2}}{s^{2}+{\frac {\omega 0}{Q}}s+\omega 0^{2}}}Vi}(18)
Sostituendo le espressioni di VHP , VBP e VLP in Vo si ottiene:
{\displaystyle Vo=-k{\frac {RF}{R_{HP}}}{\frac {(s^{2}-{\frac {R_{HP}}{R_{BP}}}s+{\frac {R_{HP}}{R_{LP}}}\omega 0^{2})}{(s^{2}+{\frac {\omega 0}{Q}}s+\omega 0^{2})}}Vi}(19)
che confrontata con un'espressione generalizzata di un biquad all-pass:
{\displaystyle H_{AP}(s)=a2{\frac {(s^{2}-{\frac {\omega 0}{Q}}s+\omega 0^{2})}{(s^{2}+{\frac {\omega 0}{Q}}s+\omega 0^{2})}}}(20)
permette di ricavare alcune considerazioni di tipo circuitale:
{\displaystyle R_{HP}=R_{LP}} e {\displaystyle {\frac {1}{Q}}={\frac {R_{HP}}{R_{BP}}}}(21)